# Paracerella
Paracerella är ett släkte av urinsekter. Paracerella ingår i familjen lönntrevfotingar.
Kladogram enligt Catalogue of Life:
| Paracerella | \| \| Paracerella americana \| \| \| \| \| \| Paracerella shiratki \| \| \| \| |
|             | \| \| Paracerella americana \| \| \| \| \| \| Paracerella shiratki \| \| \| \| |
|             | Paracerella americana                                                          |
|             |                                                                                |
|             | Paracerella shiratki                                                           |
|             |                                                                                |